# Nałęcz
Le clan Nałęcz est l'un des plus anciens clans de la noblesse polonaise.
Le généalogiste Tadeusz Gajl recense 933 familles du clan éponyme arborant les armoiries Nałęcz. Membres de la szlachta polonaise, elles ont connu une influence variée au cours de l'histoire du royaume de Pologne, du grand-duché de Lituanie et de la république des Deux-Nations.

## Histoire
Selon l'héraldiste Kasper Niesiecki, le fondateur du clan armorial Nałęcz serait Gniewomir, chef d'une tribu slave du Xe siècle ayant lutté contre Mieszko I, le premier souverain historique de la Pologne. À la suite de sa défaite, Gniewomir se serait reconnu comme vassal du monarque polonais.
Les premières sources écrites qui mentionnent la famille Nałęcz datent du XIIe siècle. Elles attestent l'appartenance de cette famille  à la cour du duc de Pologne Bolesław III, de la dynastie Piast. Au fil du temps, l'influence politique de la famille Nałęcz grandit pour devenir progressivement l'un des clans les plus importants de la Grande-Pologne.
Au XIIIe siècle, le clan Nałęcz a été accusé du meurtre de Przemysł II à Rogoźno (1296) et s'est opposé à son successeur Władysław I.
Pendant la Guerre polono-teutonique (1326-1332), les Nałęcz ont combattu aux côtés de Władysław I comme en témoigne leur participation à la bataille de Płowce en 1331. 
De 1352 à 1358, les Nałęcz ont fait partie de la Confédération de Maciek Borkowic pour s'opposer à la politique administrative du roi Kazimierz III. À la suite de la mort de ce dernier en 1370, les Nałęcz ont soutenu les prétendants au trône de la dynastie Piast, notamment Władysław le Blanc  puis le duc de Mazovie Ziemowit III. 
Refusant de rendre hommage à Sigismond de Luxembourg en raison de différends relatifs à la succession au trône de Pologne, les Nałęcz sont entrés en conflit avec les familles du clan Grzymała, provoquant une guerre civile de 1382 à 1385. Le couronnement de Władysław II Jagellon et son mariage avec la reine Hedwige Ire en 1386 ont permis de mettre un terme aux hostilités et de pacifier durablement la Grande Pologne.
À la fin du XIVe siècle, le clan Nałęcz s'est rangé du côté de la couronne, apportant son soutien aux premiers Jagellons. Sędziwój d'Ostroróg a été l'un des principaux conseillers du roi Władysław II Jagiełło. Les Nałęcz ont participé à la guerre contre l'ordre Teutonique de 1409 à 1411. Ils ont également contribué au rapprochement entre le royaume de Pologne et le grand-duché de Lituanie (Union d'Horodlo).
Au XIXe siècle, plusieurs membres du clan Nałęcz ont été poussés à l'exil à la suite de l'insurrection de Novembre (1830-1831). Un grand nombre de ces réfugiés politiques s'installèrent en France.

## Membres
- Sędziwój d'Ostroróg
- Dobrogost de Nowy Dwór
- Mikołaj d'Ostroróg
- Kazimierz Franciszek Czarnkowski
- Adam Sędziwój Czarnkowski
- Apollo Korzeniowski
- Joseph Conrad Korzeniowski
- Jacek Małachowski
- Juliusz Małachowski
- Stanisław Wojciechowski
- Stanisław Małachowski
- Fryderyk Józef Moszyński
- Edward Raczyński (1786–1845)
- Edward Aleksander Raczyński
- Edward Bernard Raczyński (1891 -1993)
- Józef Sylwester Sosnowski

## Blason
Armes : De gueules au foulard d'argent enroulé et noué

## Illustrations

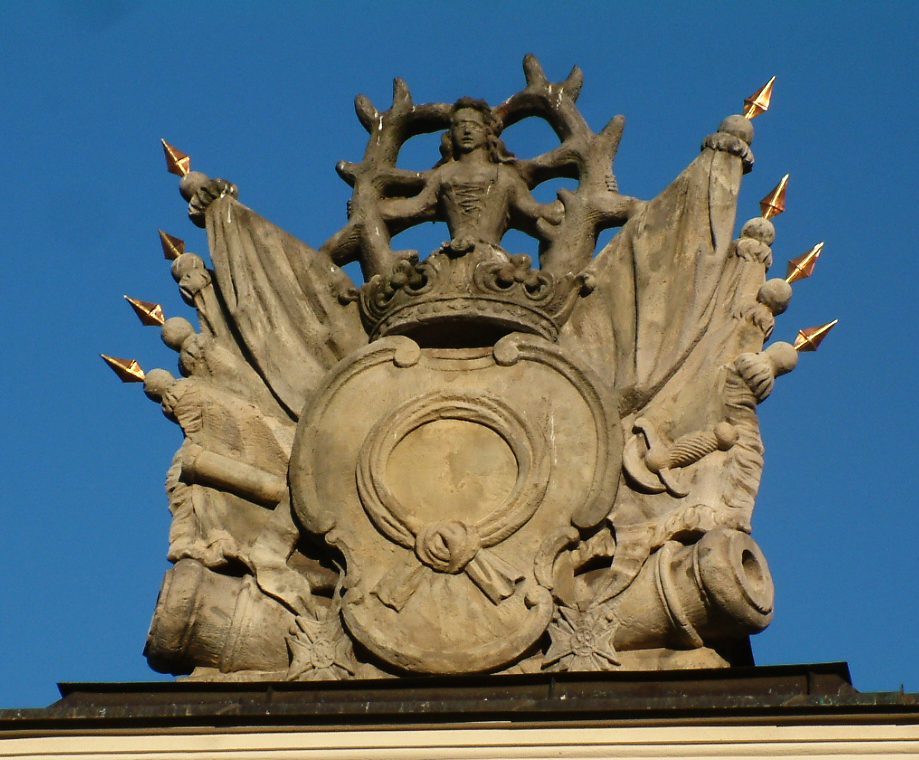
Armoiries de Kazimierz Raczyński (détail du poste de garde de Poznań)
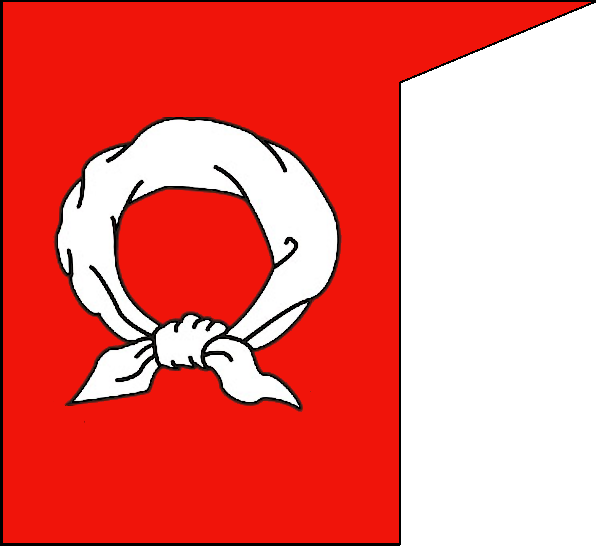
Drapeau
Armoiries médiévales
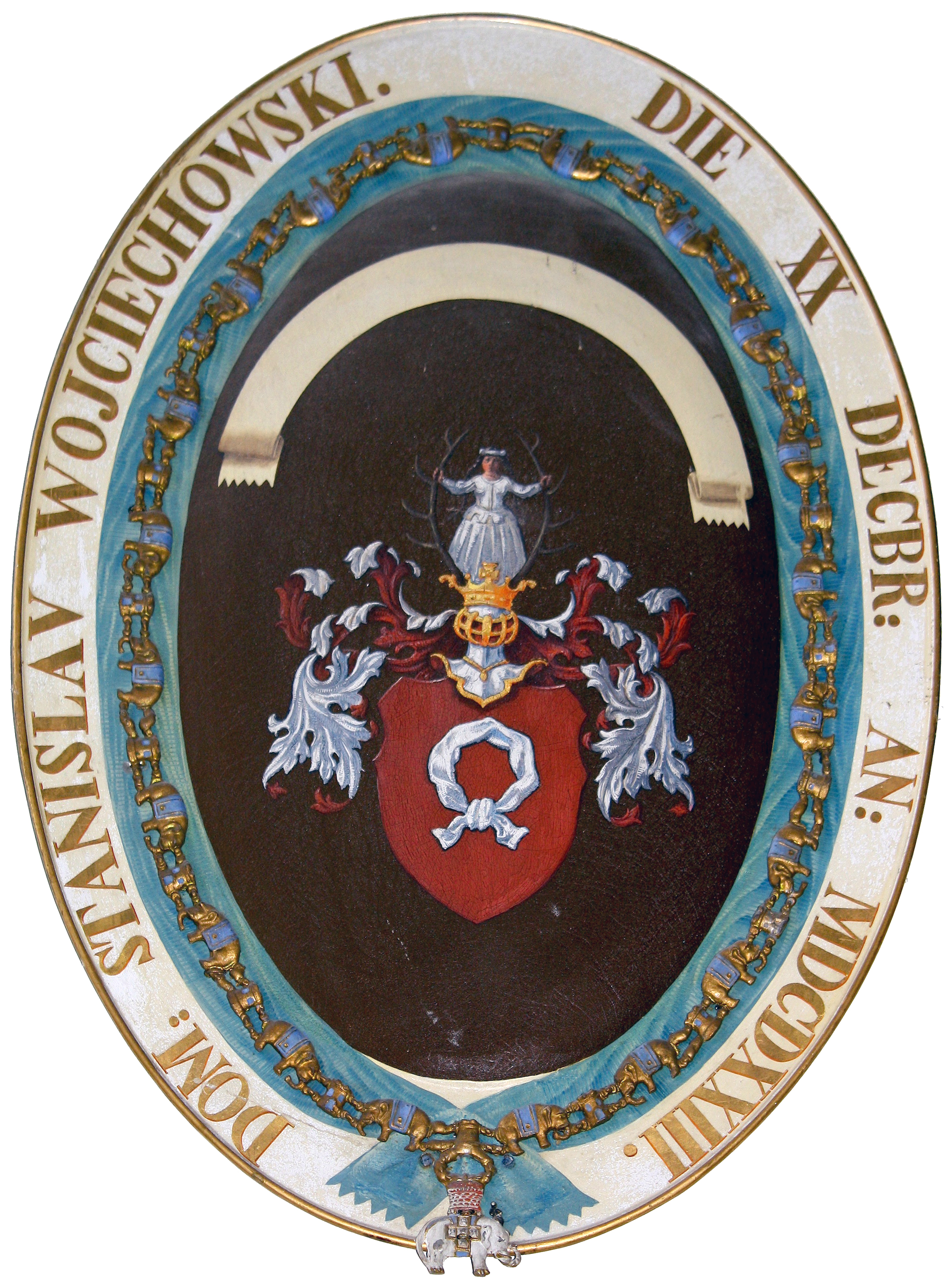
Armoiries du président polonais Stanisław Wojciechowski, chevalier de l'Ordre de l'Eléphant (1923), conservées dans la chapelle du Château de Frederiksborg, à Hillerød au Danemark
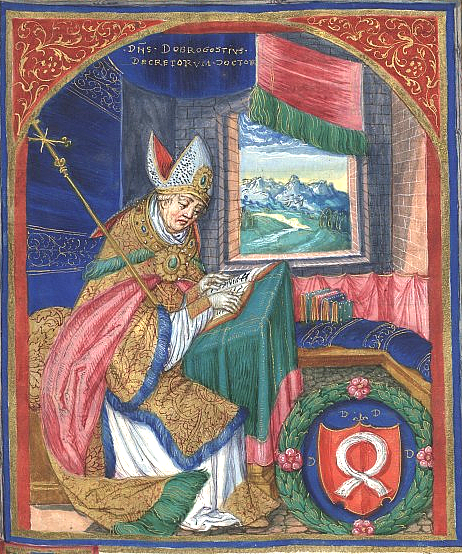
Dobrogost z Nowego Dworu, archevêque de Gniezno
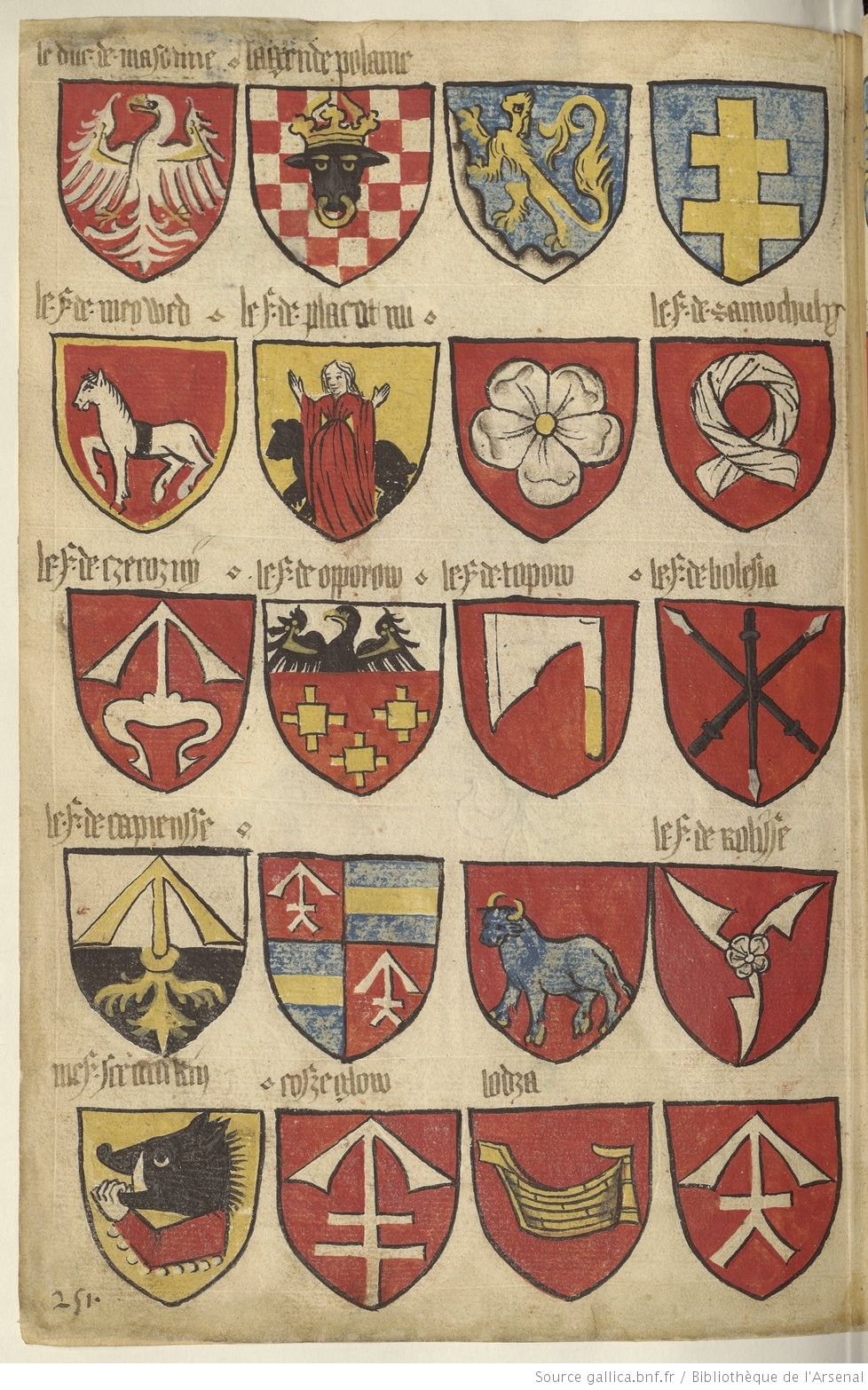
Grand Armorial équestre de la Toison d'Or (1429-1461)
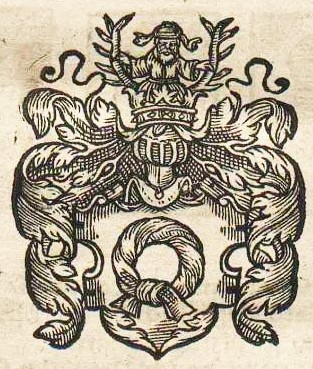
Bartłomiej Paprocki, Gniazdo cnoty (1578)
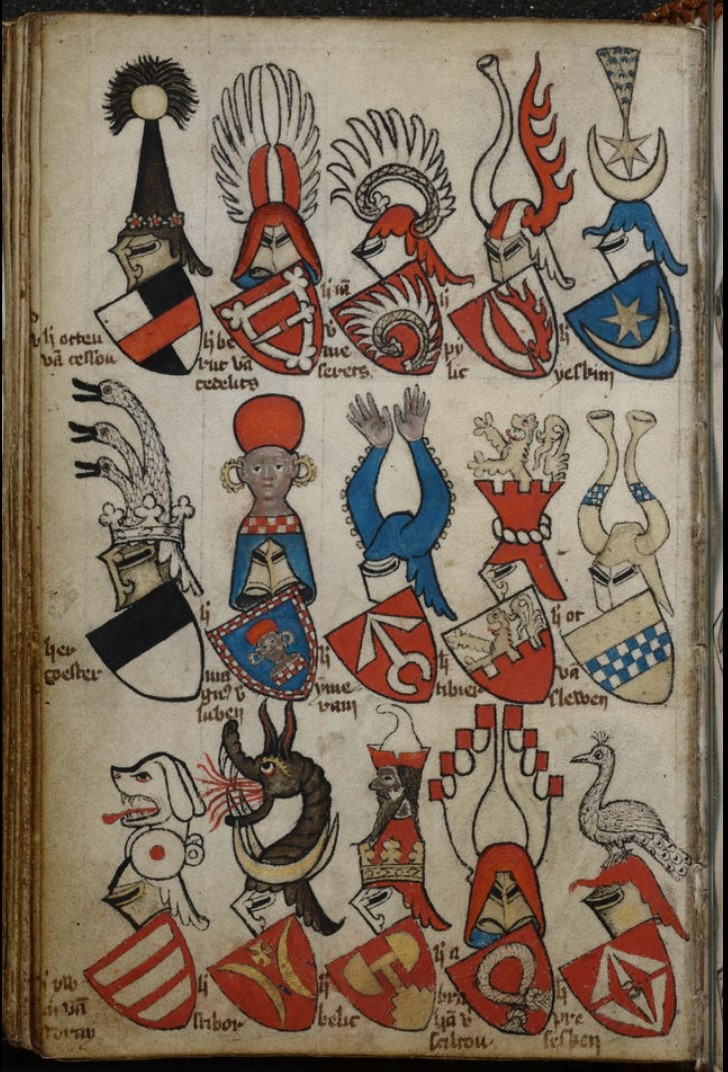
Armorial de Gelre (1370-1414)
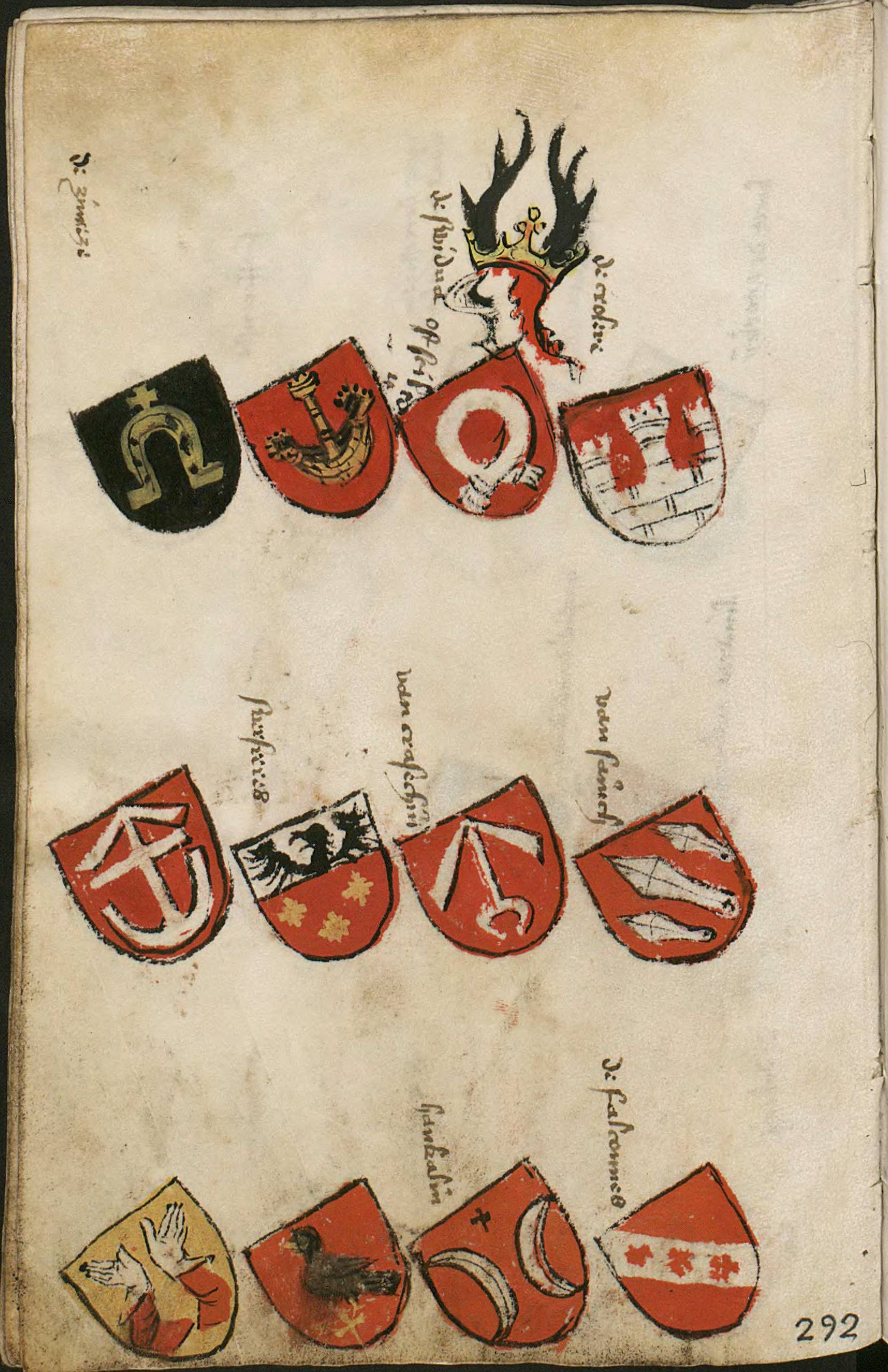
Armorial de Bergshammar (1451-1456)
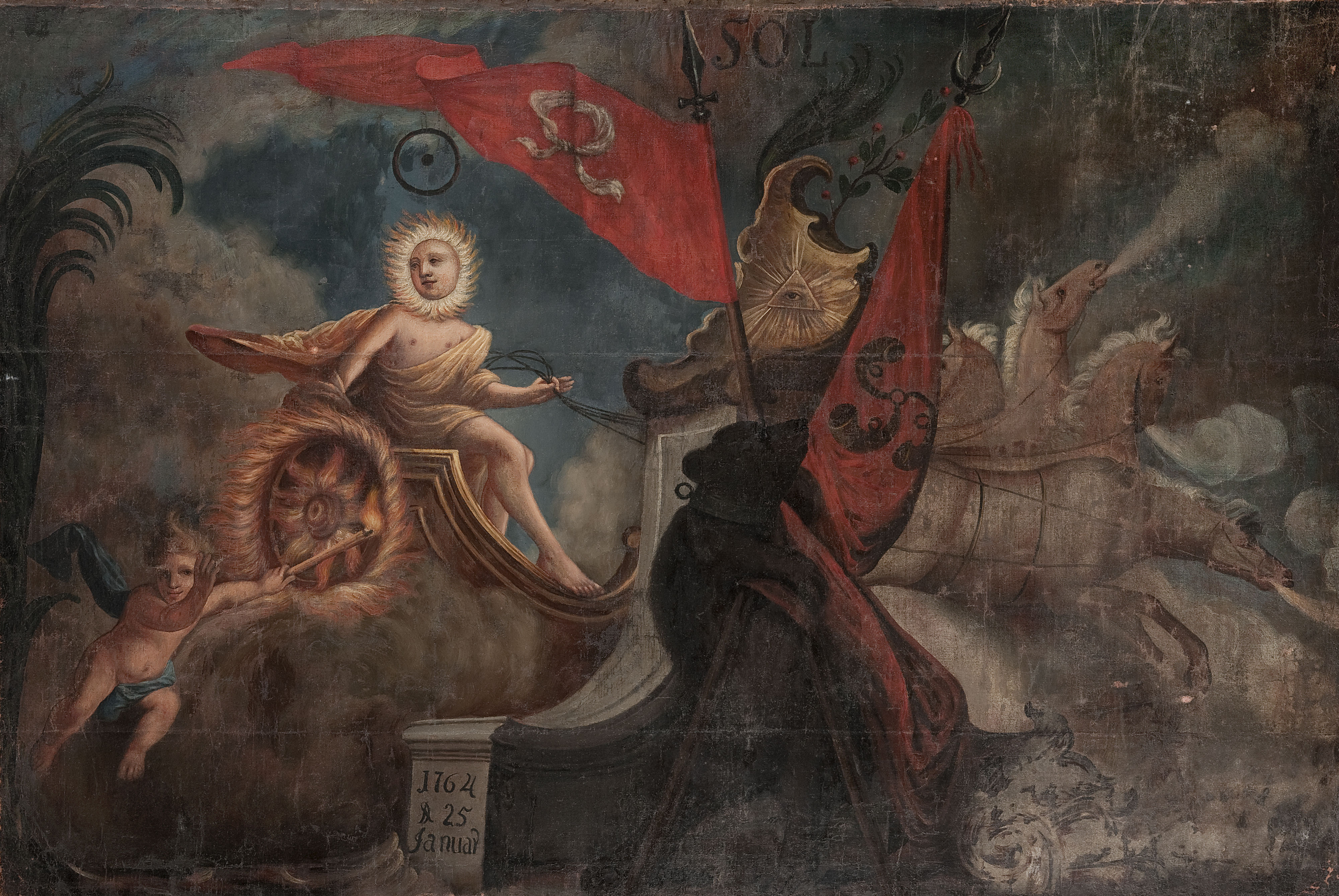
Le dieu Hélios chevauchant son char, Musée national de Varsovie (1764)
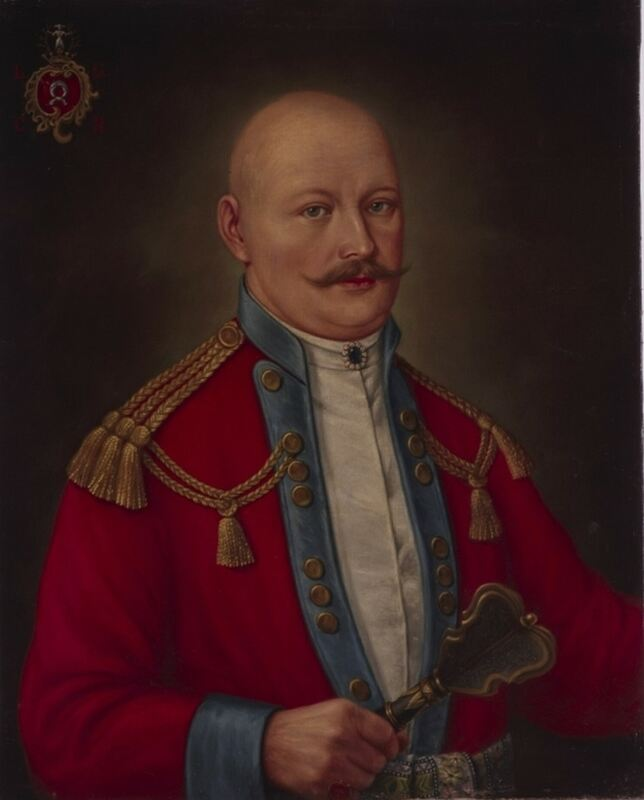
Jan Michał Hurski (1756)
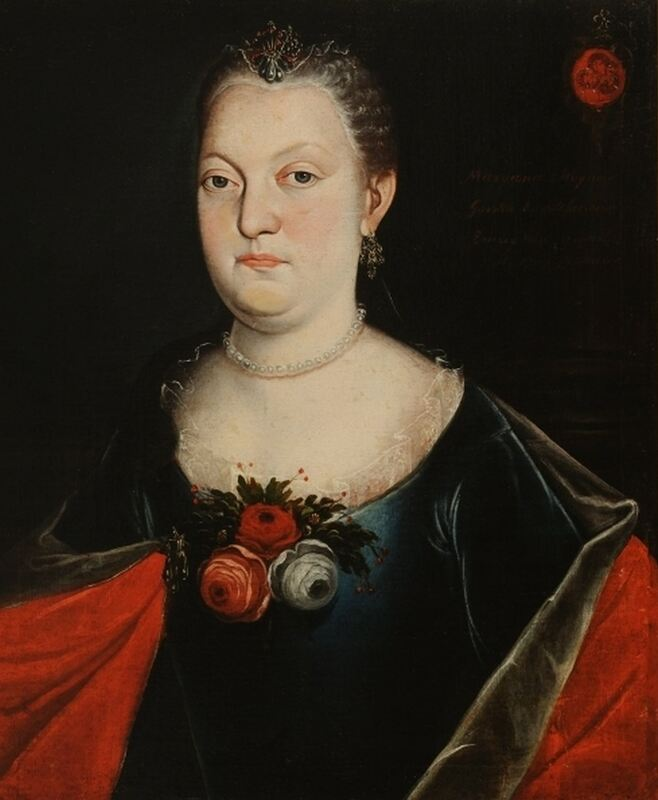
Marjana Hurska
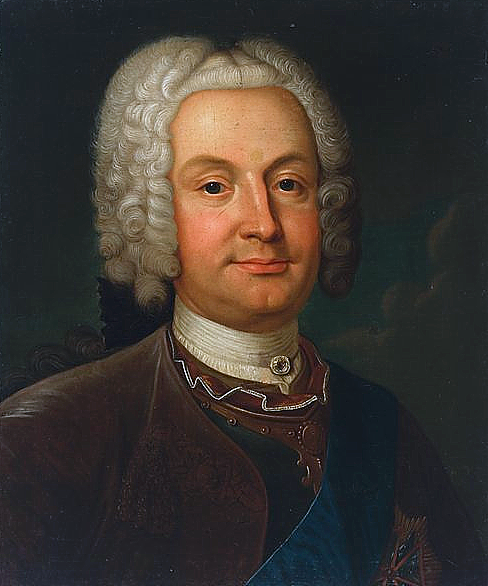
Jan Moszyński (1690-1737)
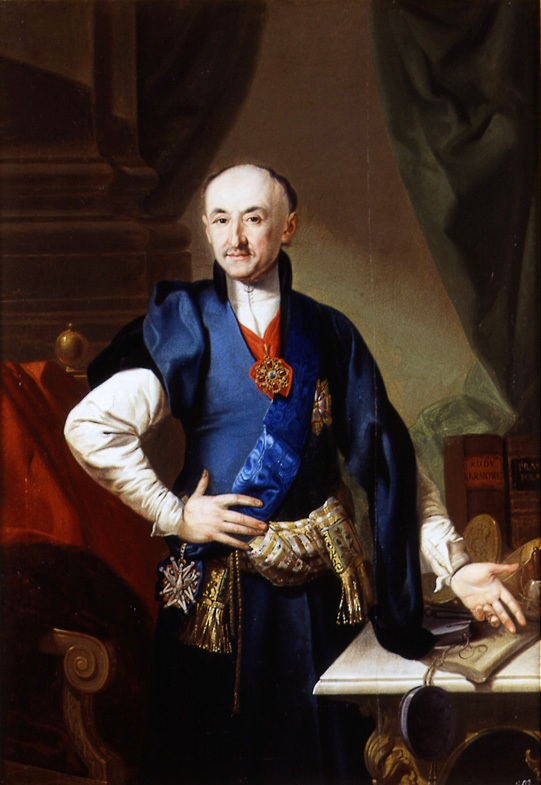
Jacek Małachowski (1737–1821)
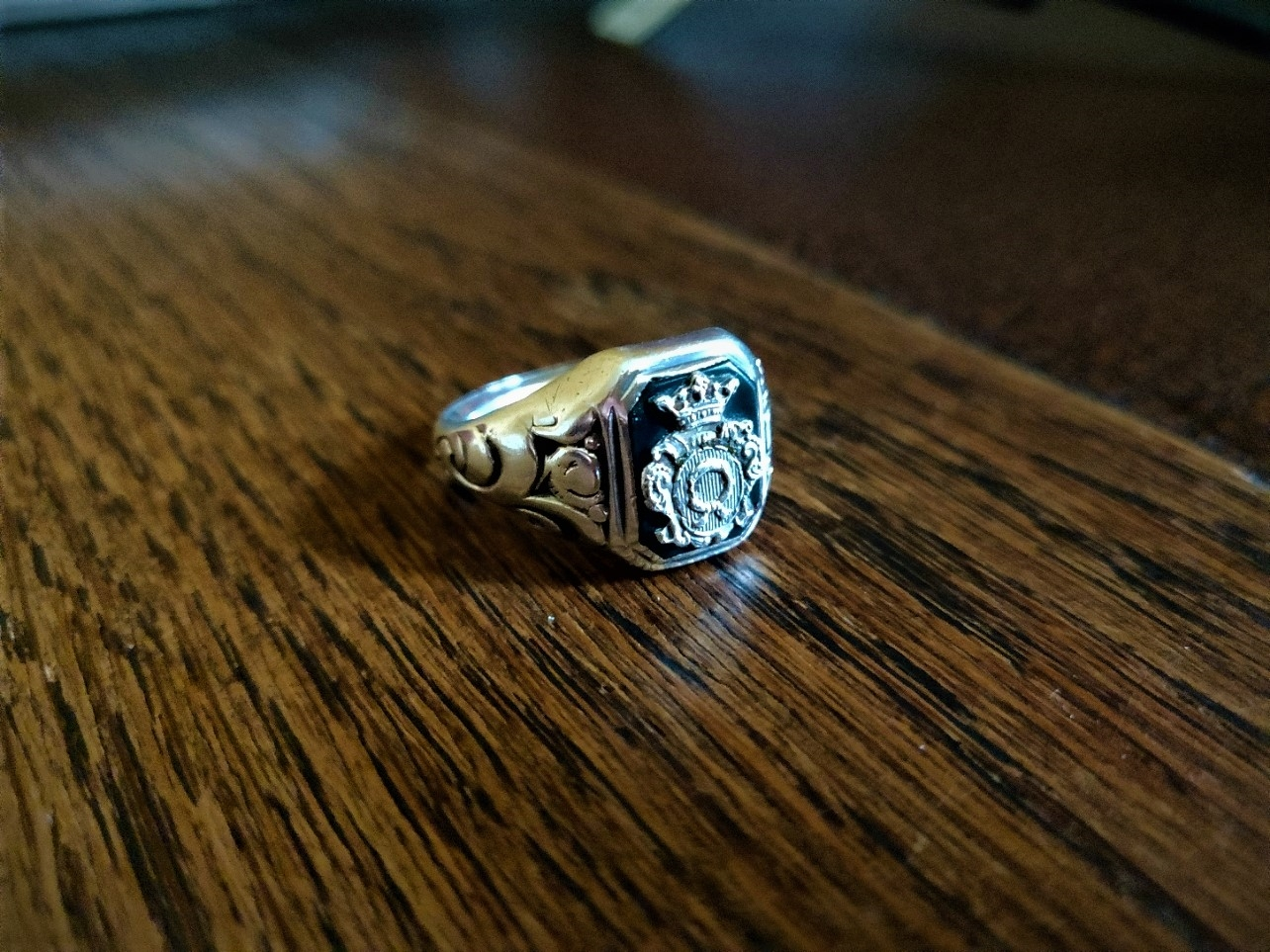
Une chevalière en argent portant une représentation en relief des armoiries, fabriquée au XIXe siècle dans l'Empire russe.

## Armoiries

Armoiries de Stanisław Bartoloni, 1589
Famille Dybowski
Famille Felsztyński, 1780
Famille Gostomski
Famille Korth vel Kort
Famille Kunowski
Familles Gołyszewski et Morawski
Famille Małachowski
Famille Moszyński
Famille Nowosielecki
Famille Odachowski
Famille Ostroróg
Armoiries de Łukasz Raczkowski, 1591
Famille Rostworowski
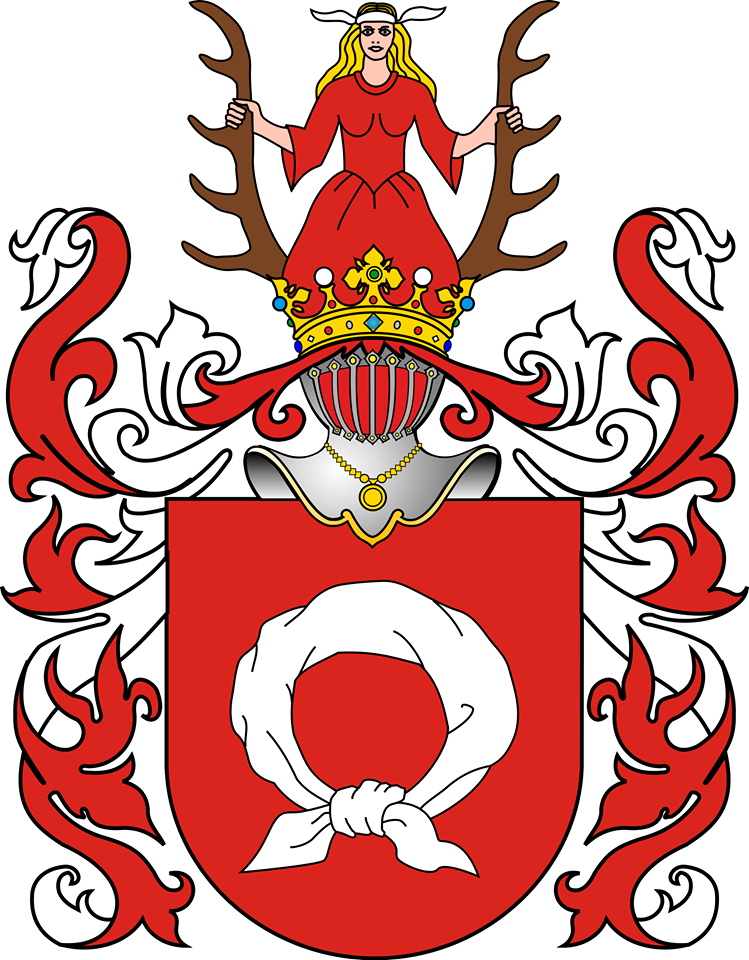
Famille Koczan
Famille Szawłowski
Famille Tański
Famille Woropaj
Famille Żychliński